# Маленькі жінки (фільм, 1994)
«Маленькі жінки» (англ. Little Women) — американська кінодрама режисера Джиліана Армстронга, екранізація однойменного роману письменниці Луїзи Мей Олкотт. У США прем'єра відбулася 21 грудня 1994 року.